# Christian Mathenia
Christian Mathenia (Magonza, 31 marzo 1992) è un calciatore tedesco, portiere del Norimberga.

## Carriera
Ha giocato a livello giovanile con il VfL Frei-Weinheim, con l'Hassia Bingen e dal 2006 al 2011 con il Magonza.
Nel 2011 esordisce con la squadra riserve del Magonza nella Regionalliga, la quarta serie del campionato tedesco, ottenendo 51 presenze sino al 2014. Quella stessa estate viene acquistato dal Darmstadt con cui ottiene 67 presenze fra Bundesliga e 2. Bundesliga. Dal luglio 2016 al 2018 ha vestito la maglia dell'Amburgo. Viene successivamente acquistato dal Norimberga.